# Schöngeist
Ein Schöngeist ist eine Person, die sich mit Begeisterung den Schönen Künsten und weniger den Alltagsdingen widmet. Die Bezeichnung wird auch leicht abwertend verwendet.
Pierer’s Universal-Lexikon schreibt in der 4. Auflage (1857–1865): „Schöngeist (französisch Bel esprit), heißt nicht sowohl der, welcher eine leicht erregbare Empfänglichkeit für das Schöne und einen richtig gebildeten Geschmack hat, als vielmehr der, welcher sich, im Gegensatze zu ernster und schwerer Gelehrsamkeit, vorzugsweise mit der sogenannten Schönen Literatur beschäftigt und namentlich die leichteren Gattungen derselben produktiv kultiviert. Es haftet dem Worte in der Regel der Nebenbegriff des Oberflächlichen und Ungründlichen an; wenigstens nennt niemand Shakespeare, Goethe und Schiller Schöngeister, weil sie große Dichter waren. Der Ausdruck Schöne Seele, zur Bezeichnung einer durch Wohlwollen, Güte, Geduld, milde Religiosität charakterisierten sittlichen Individualität, ist besonders durch Goethes Bekenntnisse einer schönen Seele in dessen Wilhelm Meister gebräuchlich geworden.“
Im Kleinen deutsch-lateinischen Handwörterbuch von Karl Ernst Georges werden als lateinische Übersetzungen angeführt: „Schöngeist, elegantiorum litterarum amans oder studiosus (ein Freund der schönen Wissenschaften). – bonarum oder elegantiorum artium scriptor (ein Verfertiger schöngeistiger Schriften). – qui in arte poëtica studet (der Dichtkunst Beflissener).“